# Après
Après è un album discografico in studio del cantante statunitense Iggy Pop, costituito da cover e pubblicato nel maggio 2012.

## Tracce
1. Et si tu n'existais pas – 3:36 (musica: Toto Cutugno e Pasquale Losito)
2. La Javanaise – 2:33 (Serge Gainsbourg)
3. Everybody's Talkin' – 2:51 (Fred Neil)
4. I'm Going Away Smiling – 2:40 (Yōko Ono)
5. La Vie en rose – 2:09 (testo: Édith Piaf – musica: Louiguy e Marguerite Monnot)
6. Les Passantes – 4:12 (Antoine Pol)
7. Syracuse – 2:06 (Bernard Dimey)
8. What Is This Thing Called Love? – 2:51 (Cole Porter)
9. Michelle – 2:45 (John Lennon e Paul McCartney)
10. Only the Lonely – 2:51 (testo: Sammy Cahn – musica: Jimmy Van Heusen)

## Formazione
- Iggy Pop – voce
- Hal Cragin – chitarra, basso, pianoforte
- Steven Ulrich – chitarra elettrica
- Danny Blume - chitarra acustica
- Kevin Hupp – batteria
- Jerry Marotta – batteria
- Ben Perowsky – batteria
- Tim Ouimette – corno, trombone
- John Cowherd – pianoforte
- Jerry Zaslavsky – organo
- Jainardo Batista – percussioni
- Aaron Halva – tres
- Lucie Amie – cori
- Sarah Fimm – cori